# Підгаєцький повіт
Підгаєцький повіт — історична адміністративно-територіальна одиниця на українських землях, що входила до складу коронного краю Королівство Галичини і Володимирії (Австро-Угорська імперія), Західно-Української Народної республіки, УНР, Польщі та УРСР. Адміністративний центр — місто Підгайці, населення якого становило 6 049 осіб.
Територія сучасного Підгаєцького та заходу Теребовлянського районів Тернопільської області України.

## Географія
Територія становила 1 046 км².

## У складі ЗУНР
Повітовим комісаром був Осип Танчаковський, нотаріальний кандидат, комісар староства. Міським комісаром (бургомістром) був обраний Онуфрій Маркевич, а головою Повітової УНРади — о. Іван Токар, декан і парох у Підгайцях. Делегатом до УНРади був обраний Михайло Содомора.
Повіт входив до Тернопільської військової області ЗУНР.

## Під польською окупацією
Включений до складу Тернопільського воєводства після утворення воєводства у 1920 році на окупованих землях ЗУНР.

## Географічні дані
Підгаєцький повіт знаходився на південному заході воєводства. Із заходу межував зі Станиславівським воєводством. На півдні межував із Бучацьким, на сході — з Теребовлянським, на північному сході — з Тернопільським, на півночі — з Бережанським повітами Тернопільського воєводства.
Рельєф переважно горбистий, на сході — рівнинний. Більшість території Підгаєцького повіту була вкрита нагір'ям Опілля.

### Зміни адміністративного поділу
Розпорядженням Ради міністрів з вилучених частин сільських гмін (самоврядних громад) Багатківці Підгаєцького повіту і Ладичин Тернопільського повіту 1 липня 1926 р. утворено самоврядну адміністративну гміну Веселівка та включено її до Тернопільського повіту.
1 квітня 1927 р. вилучена частина розпарцельованого фільварку сільської гміни Багатківці і з неї утворена самоврядна гміна Воля Голухівська.
15 червня 1934 р. села Щепанів і Вівся передані до Бережанського повіту з Підгаєцького та Бишів — з Підгаєцького повіту до Станиславівського повіту Станиславівського воєводства.
Відповідно до розпорядження міністра внутрішніх справ Польщі від 21 липня 1934 року «Про поділ повіту Підгаєцького у воєводстві Тернопільському на сільські ґміни», 1 серпня 1934 року в Підгаєцькому повіті були утворені об'єднані сільські ґміни (відповідають волостям).

#### Міста (Міські ґміни)
1. містечко Підгайці — місто з 1934 р.

#### Сільські ґміни
Кількість:
1920—1927 рр. — 63
1927—1934 рр. — 64
1934 р. — 61
| Об'єднані сільські ґміни 1934 року   | Об'єднані сільські ґміни 1934 року   | Старі сільські ґміни                                                                                            | Кількість |
| ------------------------------------ | ------------------------------------ | --- | --------- |
| 1                                    | Ґміна Білокриниця                    | Білокриниця, Михайлівка                                                                                         | 2         |
| 2                                    | Ґміна Вишнівчик                      | Вишнівчик, Гайворонка, Гниловоди, Зарваниця, Котузів, Сапова                                                    | 6         |
| 3                                    | Ґміна Голгоча                        | Волиця, Голгоча, Доброводи, Заставче, Мозолівка, Швейків                                                        | 6         |
| 4                                    | Ґміна Горожанка                      | Гнильче, Горожанка, Дрищів, Пановичі                                                                            | 4         |
| 5                                    | Ґміна Завалів                        | Завадівка, Завалів, Заставче, Затурин, Кам'яна Гора, Коржова, Маркова, Носів, Середнє, Яблунівка                | 10        |
| 6                                    | Ґміна Золотники                      | Бурканів, Золотники, Надрічне, Сокільники, Соколів                                                              | 5         |
| 7                                    | Ґміна Литвинів                       | Боків, Божиків, Волощина, Литвинів, Лиса, Рудники, Словентин (Слов'ятин), Шумляни                               | 8         |
| 8                                    | Ґміна Новосілка                      | Бекерсдорф, Новосілка, Юстинівка                                                                                | 3         |
| 9                                    | Ґміна Семиківці                      | Багатківці, Бенева, Воля Голухівська (з 01.04.1927), Ішків, Маловоди, Раковець, Росохуватець, Семиківці, Соснів | 9         |
| 10                                   | Ґміна Сільце                         | Вербів, Загайці, Галич, Сільце, Угринів                                                                         | 5         |
| 11                                   | Ґміна Старе Місто                    | Мужилів, Старе Місто, Теляче                                                                                    | 3         |
| 12                                   | Ґміна Товстобаби                     | Товстобаби | 1         |
| передано до Бережанського повіту     | передано до Бережанського повіту     | Вівся (до 15.06.1934), Щепанів (до 15.06.1934)                                                                  | 2         |
| передано до Станиславівського повіту | передано до Станиславівського повіту | Бишів (до 15.06.1934)                                                                                           | 1         |

### Населення
У 1907 році українці-грекокатолики становили 63 % населення повіту.
У 1939 році в повіті проживало 104 890 мешканців (65 400 українців-грекокатоликів — 62,35 %, 26 610 українців-римокатоликів — 25,37 %, 3 250 поляків — 3,1 %, 4 290 польських колоністів міжвоєнного періоду — 4,09 %, 4 815 євреїв — 4,59 % і 525 німців та інших національностей — 0,5  %).
Публіковані польським урядом цифри про національний склад повіту за результатами перепису 1931 року (з 95 663 населення ніби-то було аж 46 710 (48,83 %) поляків при 45 031 (47,07 %) українців, 3 464 (3,62 %) євреїв і 381 (0,4 %) німців) суперечать даним, отриманим від місцевих жителів (див. вище) та пропорціям за допольськими (австрійськими) та післяпольськими (радянським 1940 і німецьким 1943) переписами.

## Радянський період
27 листопада 1939 р. повіт включено до новоутвореної Тернопільської області.
17 січня 1940 р. повіт ліквідовано в результаті поділу території на два райони:
- Золотниківський — зі ґмін Вишнівчик, Золотники, Семиківці;
- Підгаєцький — місто Підгайці та решта ґмін повіту.